# Czesław Lorenc
Czesław Ignacy Lorenc (ur. 14 kwietnia 1925 w Jaśle, zm. 30 lipca 2015 w Saint-Jean-de-Matha w Quebec) – polski wioślarz, olimpijczyk z Helsinek 1952. Zawodnik AZS Kraków.
Żołnierz AK, łącznik, członek oddziału "Hejnał".
Akademicki mistrz świata w dwójce ze sternikiem w roku 1949 i 1951. Na mistrzostwach Europy w 1958 w Poznaniu zajął 6. miejsce w dwójce bez sternika. Dwukrotny mistrz Polski. Na igrzyskach olimpijskich w 1952 r. w dwójce ze sternikiem odpadł w eliminacjach.
Absolwent Politechniki Krakowskiej, gdzie otrzymał tytuł magistra inżyniera mechanika lotniczego. Po zakończeniu kariery sportowej osiadł w Kanadzie, gdzie zmarł 30 lipca 2015 roku. Jego prochy zostały sprowadzone do Polski i pochowane na cmentarzu Batowickim (kwatera CXLVI-9-2).

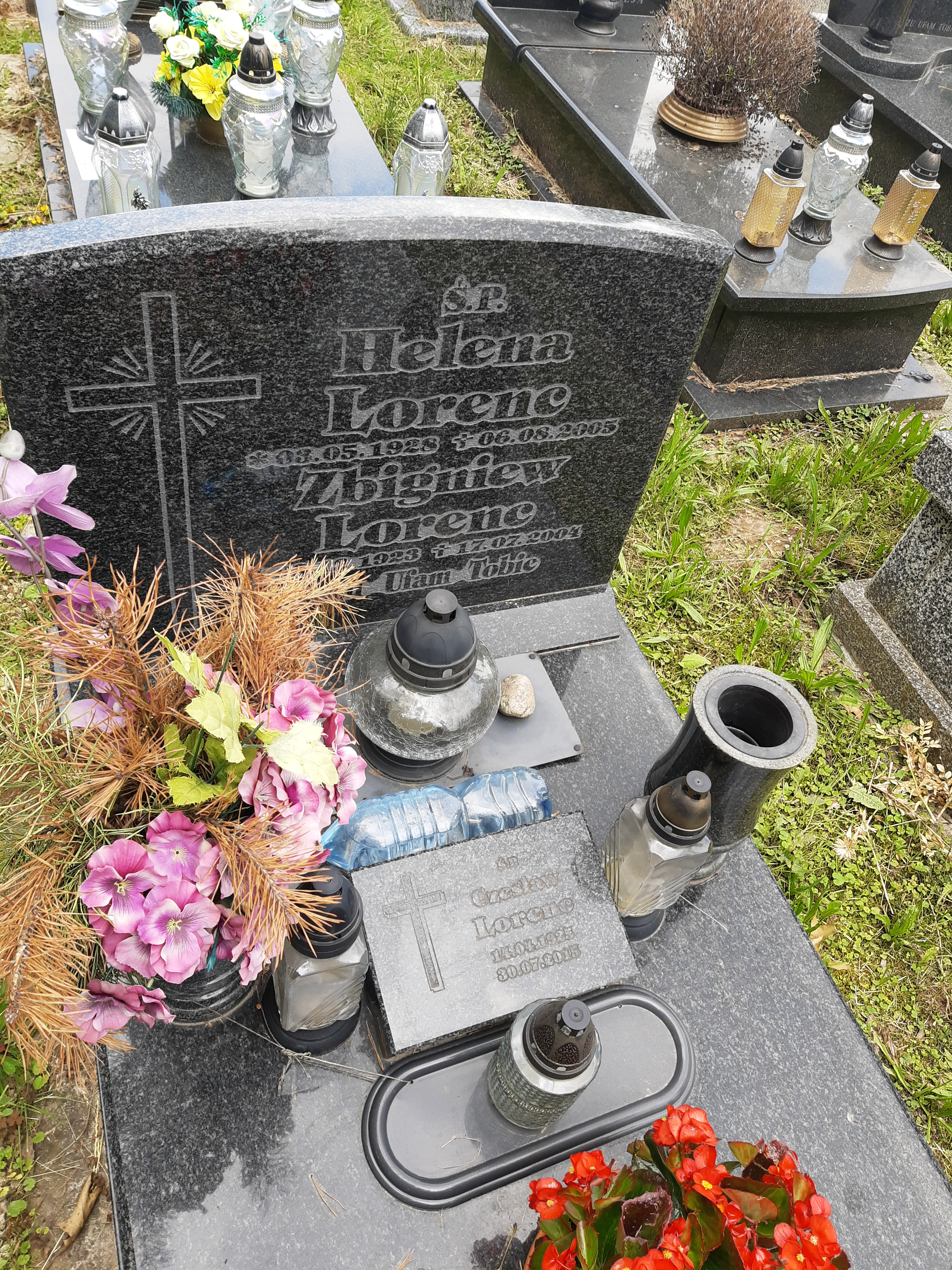
Grób Czesława Lorenca na Cmentarzu Prądnik Czerwony